# Titelpagina

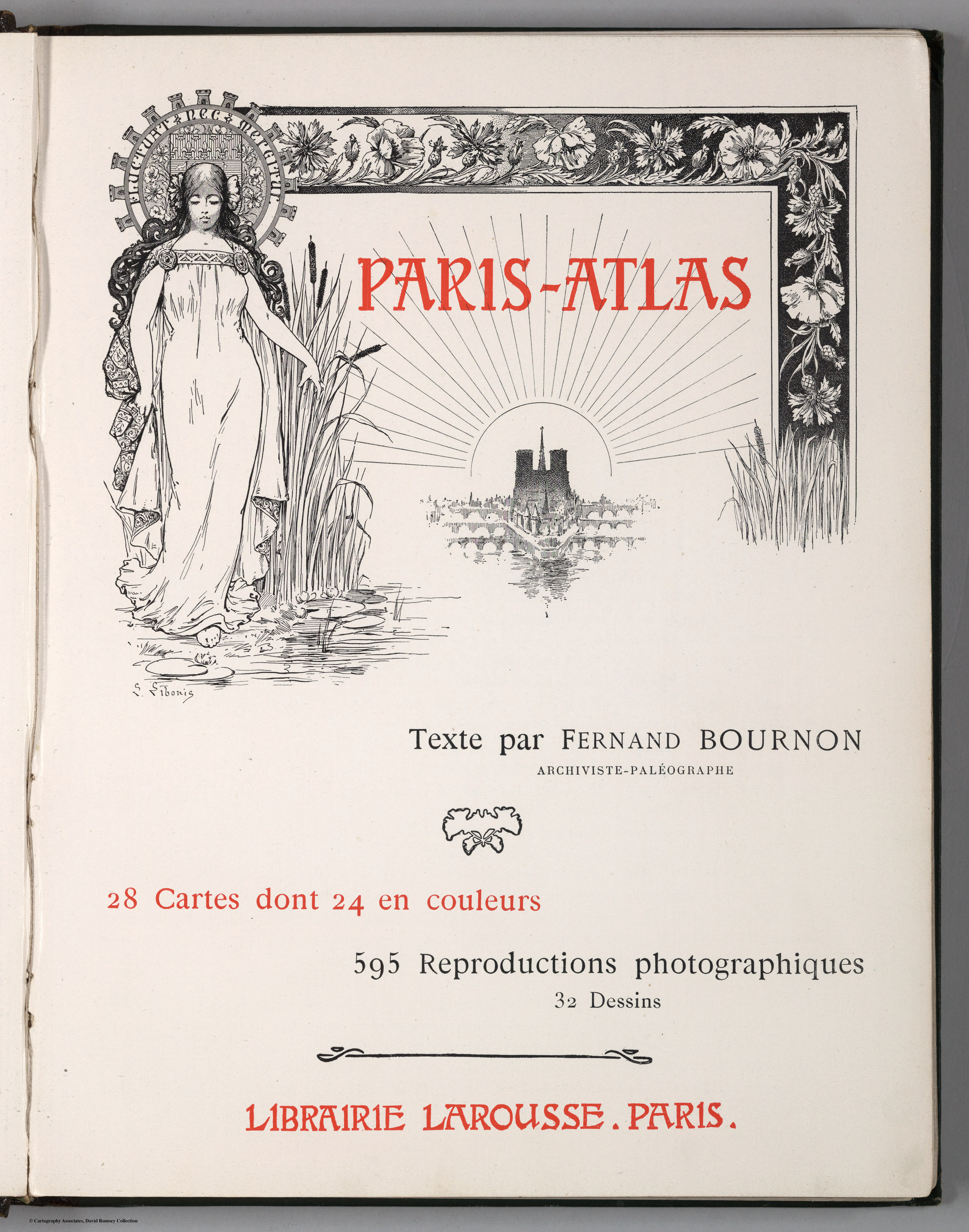
Titelpagina Paris-atlas, 1900

De titelpagina of het titelblad van een drukwerk, zoals een boek of een encyclopedie, is de pagina waarop in ieder geval de titel van het werk vermeld staat. Ook staan de namen van de auteurs vermeld en vaak de naam van de uitgever.
De titelpagina is soms de eerste bladzijde van een boek. Gebruikelijker is dat de titelpagina de derde bladzijde is; ze wordt dan voorafgegaan door een ‘Franse titel’ waarop alleen de titel staat. Deze term zou een verbastering zijn van ‘voordehandse titel’. Met de Franse taal heeft deze benaming niets te maken, en het woord ‘franse’ hoeft dan ook niet met een hoofdletter te worden geschreven.
Soms staat op pagina 2, dus naast de titelpagina, een illustratie. Deze wordt het frontispice genoemd.
Aan de achterzijde van de titelpagina staat vaak een uitleg over het auteursrecht, de titel in de oorspronkelijke taal, de ISBN-code en overige informatie, zoals details over het ontwerp van het boek en de omslag.
Meestal staat op het voorwerk (alle pagina's die voorafgaan aan de tekst van het boek) geen paginanummer, maar worden de pagina's ervan wel meegeteld in de nummering. Bij een degelijke titelbeschrijving wordt het aantal pagina's vóór het begin van de nummering tussen haakjes aangegeven, bijvoorbeeld: (4), 124 p.
Bij een gebonden boek gaan vaak een of meer schutbladen vooraf aan de franse titel of titelpagina; de schutbladen zorgen voor de verbinding tussen boekband en boekblok en worden niet meegeteld in de paginanummering. 

## Galerij

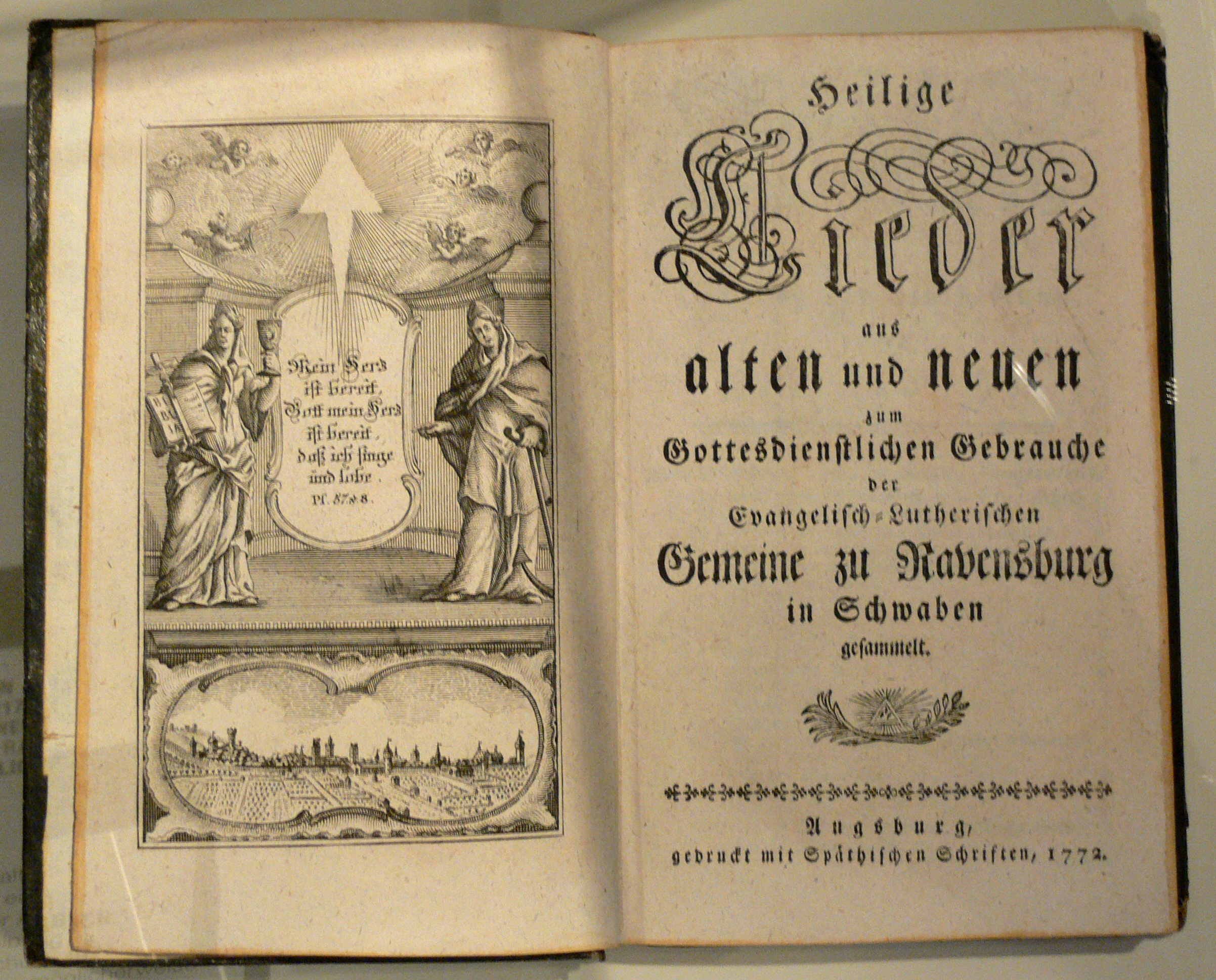
Frontispice (links) en titelpagina
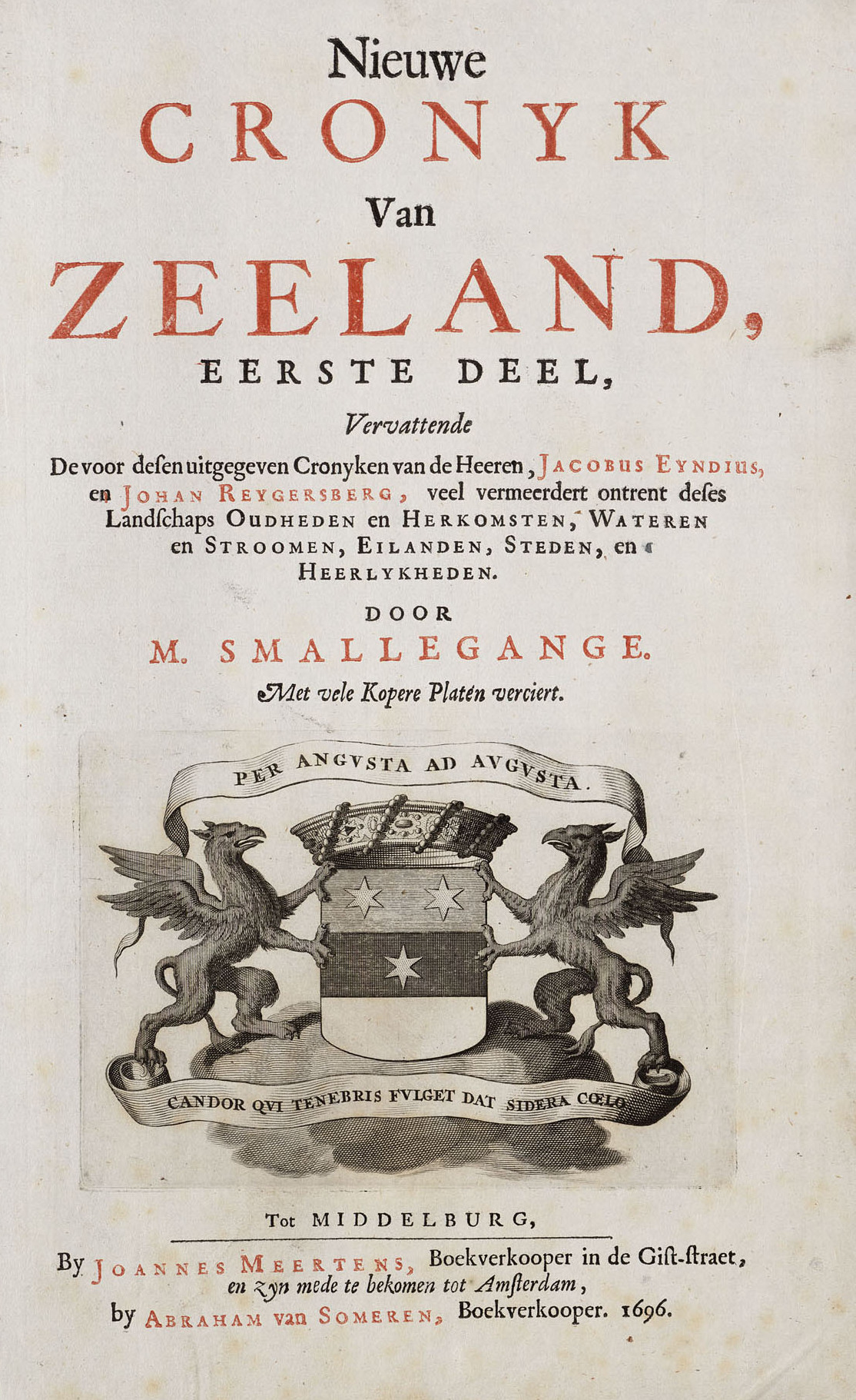
Titelpagina uit 1700